# Rävänger
Rävänger (Dermestes maculatus) är en skalbaggsart som beskrevs av den svenske entomologen De Geer 1774. Rävänger ingår i släktet Dermestes och familjen ängrar. Arten är reproducerande i Sverige. Inga underarter finns listade i Catalogue of Life.

## Bildgalleri

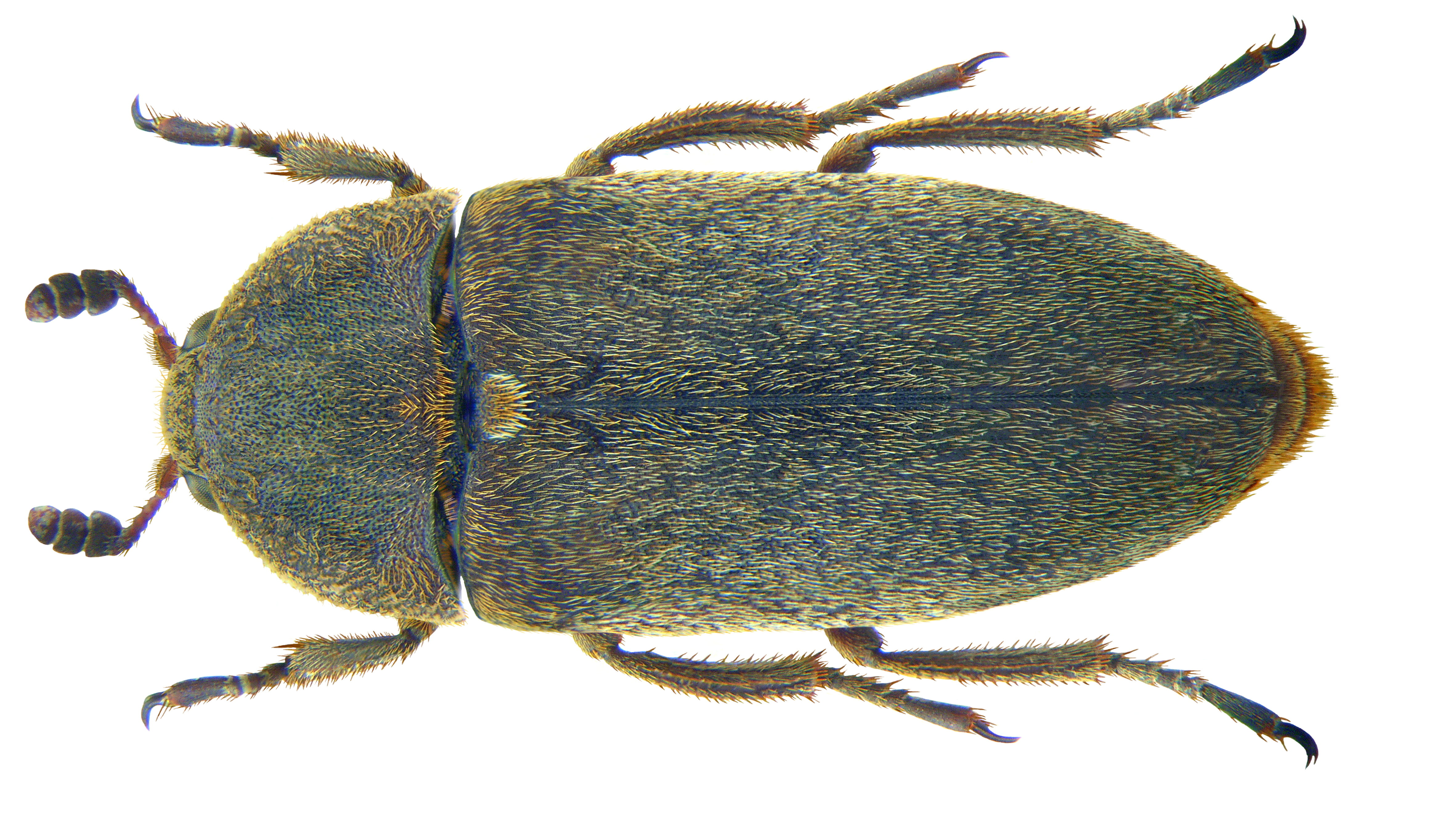
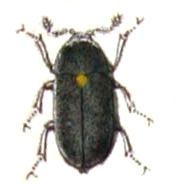
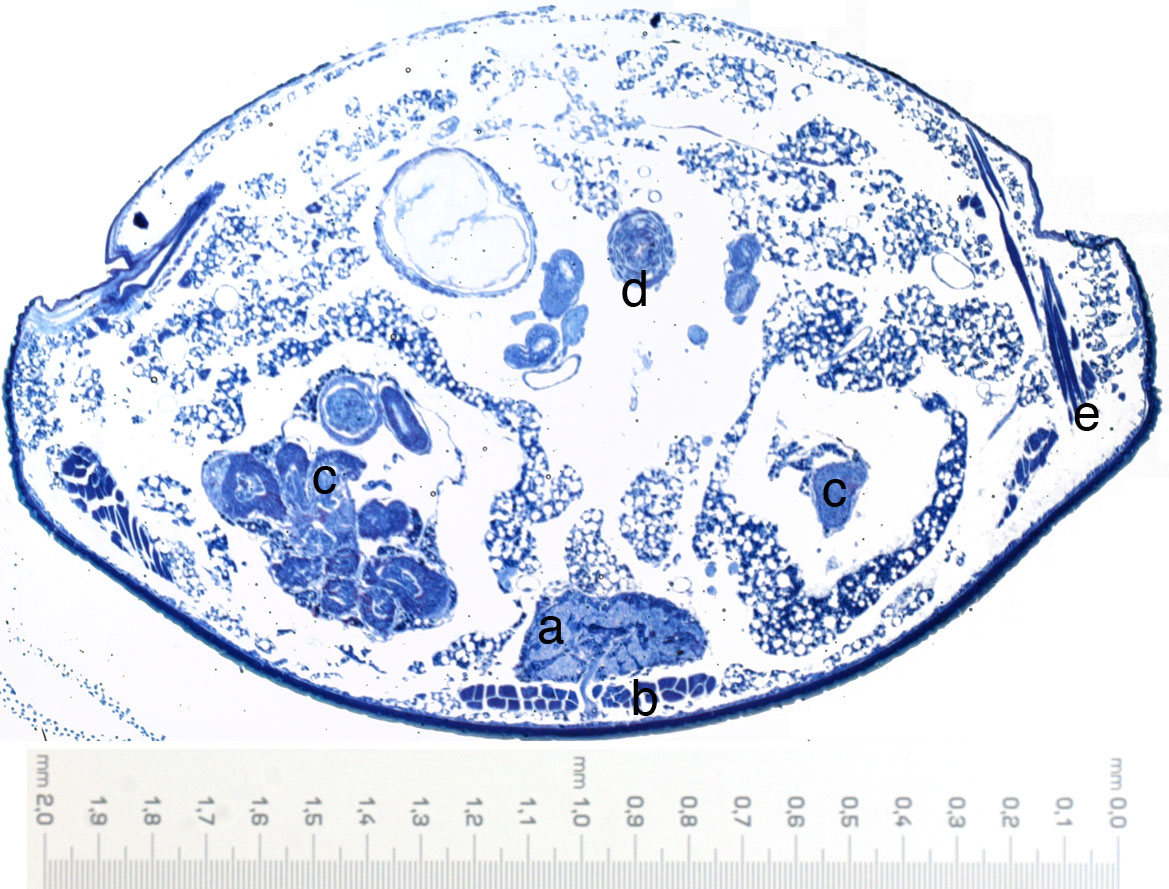
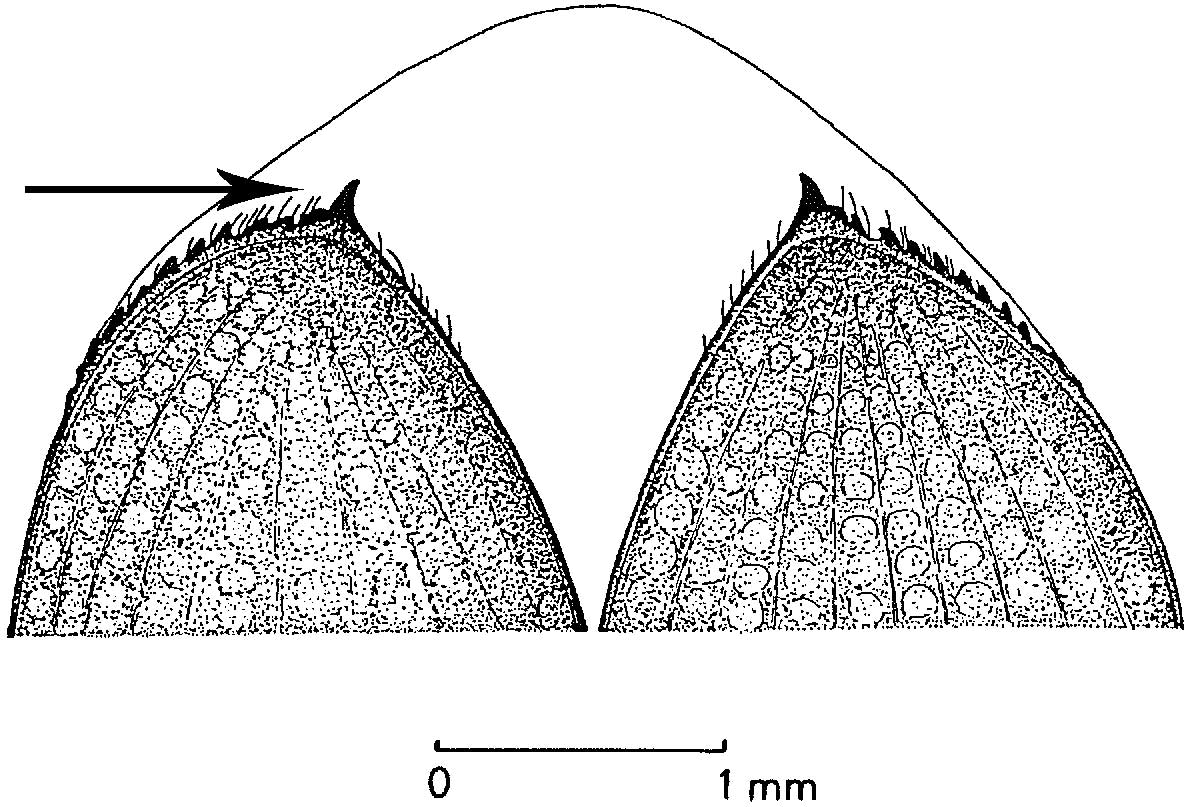
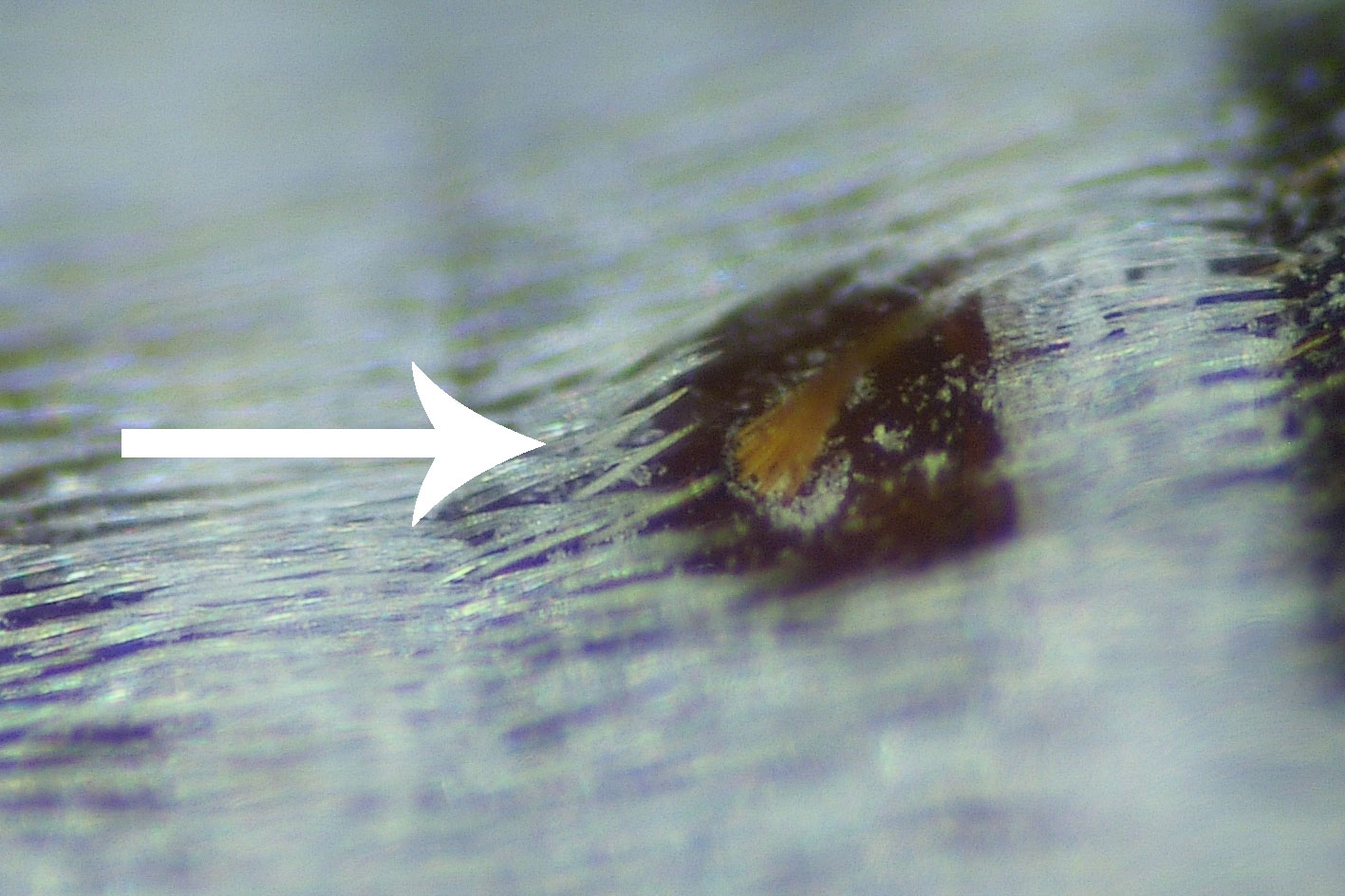